# Psechrus jinggangensis
Espèce
Psechrus jinggangensis est une espèce d'araignées aranéomorphes de la famille des Psechridae.

## Distribution
Cette espèce est endémique du Jiangxi en Chine,. Elle se rencontre vers Jinggangshan.

## Description
La femelle holotype mesure 24,5 mm.
Le mâle décrit par Zhao, Fei, Zeng, Ying, Xiao et Liu en 2021 mesure 13,57 mm et la femelle 18,89 mm, les mâles mesurent de 9,67 à 13,57 mm et les femelles de 13,16 à 20,82 mm.

## Étymologie
Son nom d'espèce, composé de jinggang et du suffixe latin -ensis, « qui vit dans, qui habite », lui a été donné en référence au lieu de sa découverte, le massif du Jinggang.

## Publication originale
- Wang & Yin, 2001 : « A review of the Chinese Psechridae (Araneae). » Journal of Arachnology, vol. 29, no 3, p. 330-344 (texte intégral).